# T'aet'an-gun
T'aet'an-gun (koreanska: 태탄군) är en kommun i Nordkorea.   Den ligger i provinsen Södra Hwanghae, i den sydvästra delen av landet, 110 km söder om huvudstaden Pyongyang.